# Александер Серлот
Александер Серлот (норв. Alexander Sørloth, нар. 5 грудня 1995, Тронгейм) — норвезький футболіст, нападник іспанського клубу «Атлетіко» (Мадрид) і національної збірної Норвегії.

## Клубна кар'єра
Вихованець футбольного клубу «Стріндгейм», у складі якого займався з п'яти років. У 2010 році перейшов до футбольної школи «Русенборга». Після трьох років виступів за молодіжний склад, в липні 2013 року Серлот підписав однорічний професіональний контракт з клубом. Дебютував за команду у матчі відбіркового раунду Ліги Європи проти північноірландського клубу «Крузейдерс», вийшовши на заміну на 60-й хвилині матчу. Свій перший гол забив уже через 12 хвилин після виходу на поле. «Русенборг» виграв цю зустріч з рахунком 7:2.
У Тіппелізі дебютував 20 липня 2014 року в домашньому матчі проти клубу «Согндал», де він замінив Александера Седерлунна на 60-й хвилині матчу. 13 жовтня 2014 року Серлот продовжив свій контракт з клубом до 2016 року.
Перед початком сезону 2015 Серлот на правах оренди перейшов у «Буде-Глімт». Головний тренер клубу Ян-Галвор Галворсен оцінив Серлота як гравця «з хорошою статурою і добрим контролем м'яча». Також він зазначив, що Серлот як нападник відмінно впишеться в клубну схему 4-3-3. Серлот швидко став основним гравцем і одним з найкращих у чемпіонаті. В цілому, за сезон Серлот зіграв 26 матчів, забив 13 голів і асистував 5 разів.
6 листопада 2015 року стало відомо, що Серлот підписав контракт з нідерландським «Гронінгеном» на 4,5 роки і покине «Буде-Глімт» після закінчення сезону. За перехід Серлота «Гронінген» заплатив 550 тис. євро. У своєму останньому матчі за «Буде-Глімт» проти «Стабека» Серлот оформив свій другий хет-трик.
Серлот вдало розпочав свої виступи у новій команді, забивши два голи в перших чотирьох іграх, завдяки чому швидко став основним гравцем. Він відіграв півтора сезони за «Гронінген», посівши сьоме та восьме місце в Ередивізі, і забив п'ять голів у 38 голах за клуб.
1 червня 2017 року він підписав чотирирічний контракт з данським «Мідтьюлландом» Протягом осені 2017 року йому вдалося забити п'ятнадцять голів та віддати дев'ять асистів за двадцять шість матчів у різних турнірах, а коли через півроку його продали, він став, за словами клубу, найдорожчим гравцем, який коли-небудь продавався з Суперліги.
31 січня 2018 року Серлот перейшов в англійський «Крістал Пелес», який заплатив за нього близько 9 млн фунтів стерлінгів. Контракт з норвежцем був підписаний на чотири з половиною роки. За півтора сезони Серлоту не вдалося стати основним гравцем команди, тренер віддавав перевагу Вільфріду Заа і Андросу Таунсенду на позиції нападника. В результаті за рік у команді Серлот так і не забив жодного голу в Прем'єр-лізі за 16 матчів, а єдиний свій м'яч за клуб забив 28 серпня в Кубку ліги проти «Свонсі Сіті», принісши своїй команді перемогу 1:0.
8 січня 2019 року норвежець був відданий в оренду бельгійському «Генту» до кінця сезону 2018/19. У «Генті» Серлот возз'єднався з тренером Джессом Торпупом, під керівництвом якого вже грав у «Мідтьюлланді». 20 січня Александер дебютував за новий клуб у домашній грі проти «Андерлехта» і одразу забив єдиний і переможний гол у тому матчі. Загалом за період оренди норвежець забив 5 голів у 22 матчах в усіх турнірах.
У серпні 2019 року Серлот перейшов на правах оренди до кінця сезону 2020/21 у турецький «Трабзонспор» . В першому ж сезоні у команді з Трабзона Серлот забив 24 голи у 34 матчах чемпіонату, ставши найкращим бомбардиром першості та допомігши команді стати віце-чемпіоном. Також Серлот забив гол у фіналі Кубка Туреччини, вигравши з командою цей трофей. Загалом же в усіх турнірах за сезон Серлот забив 33 голи і за цим показником став найкращим легіонером «Трабзонспору», обійшовши грузина Шота Арвеладзе, який у сезоні 1995/96 мав 28 голів.
22 вересня 2020 року перейшов до німецького «РБ Лейпциг», якому трансфер нападника обійшовся у 20 мільйонів євро. Отримував досить багато ігрового часу, утім високою результативністю вже не відзначався. Сезон 2021/22 провів в Іспанії, граючи на правах оренди за «Реал Сосьєдад», де також був гравцем основного складу, утім відзначився лише 4-ма голами у 33 іграх Ла-Ліги.
25 липня 2023 року підписав п'ятирічний контракт з іспанським «Вільярреалом».
3 серпня 2024 року відбувся трансфер нападника в «Атлетіко (Мадрид)», з яким Серлот підписав 4-річний контракт. 19 серпня провів свій дебютний матч проти «Вільярреала», в якому забив перший гол за новий клуб.

## Виступи за збірні
2011 року дебютував у складі юнацької збірної Норвегії (U-16), загалом на юнацькому рівні взяв участь у 20 іграх, відзначившись 6 забитими голами.
Протягом 2015—2016 років залучався до складу молодіжної збірної Норвегії. На молодіжному рівні зіграв у 10 офіційних матчах, забив 1 гол.
29 травня 2016 року дебютував в офіційних матчах у складі національної збірної Норвегії в товариській грі проти Португалії (0:3), вийшовши на зміну Джошуа Кінгу на 86-й хвилині. А вже за кілька днів, 1 червня, у товариській грі проти Ісландії (3:2) Серлот забив свій перший гол у складі національної команди.

## Статистика виступів

### Статистика клубних виступів
Станом на 13 січня 2022
| Сезон                     | Клуб                      | Чемпіонат                 | Чемпіонат | Чемпіонат | Національний кубок | Національний кубок | Національний кубок | Континентальні кубки | Континентальні кубки | Континентальні кубки | Суперкубки | Суперкубки | Суперкубки | Усього | Усього |
| Сезон                     | Клуб                      | Ліга                      | Ігор      | Голів     | Ліга               | Ігор               | Голів              | Ліга                 | Ігор                 | Голів                | Ліга       | Ігор       | Голів      | Ігор   | Голів  |
| ------------------------- | ------------------------- | ------------------------- | --------- | --------- | ------------------ | ------------------ | ------------------ | -------------------- | -------------------- | -------------------- | ---------- | ---------- | ---------- | ------ | ------ |
| 2013                      | «Русенборг»               | ЕС                        | 0         | 0         | КН                 | 0                  | 0                  | ЛЄ                   | 1                    | 1                    | -          | -          | -          | 1      | 1      |
| 2014                      | «Русенборг»               | ЕС                        | 6         | 0         | КН                 | 0                  | 0                  | ЛЄ                   | 3                    | 0                    | -          | -          | -          | 9      | 0      |
| Усього за «Русенборг»     | Усього за «Русенборг»     | Усього за «Русенборг»     | 6         | 0         |                    | 0                  | 0                  |                      | 4                    | 1                    |            | -          | -          | 10     | 1      |
| 2015                      | «Буде-Глімт»              | ЕС                        | 26        | 13        | КН                 | 3                  | 1                  | -                    | -                    | -                    | -          | -          | -          | 29     | 14     |
| січ.-черв. 2016           | «Гронінген»               | ЕД                        | 15        | 2         | КН                 | -                  | -                  | ЛЄ                   | -                    | -                    | -          | -          | -          | 15     | 2      |
| 2016–17                   | «Гронінген»               | ЕД                        | 27        | 3         | КН                 | 1                  | 1                  | -                    | -                    | -                    | -          | -          | -          | 28     | 4      |
| Усього за «Гронінген»     | Усього за «Гронінген»     | Усього за «Гронінген»     | 42        | 5         |                    | 1                  | 1                  |                      | -                    | -                    |            | -          | -          | 43     | 6      |
| 2017-січ. 2018            | «Мідтьюлланд»             | СЛ                        | 19        | 10        | КД                 | 1                  | 1                  | ЛЄ                   | 6                    | 4                    | -          | -          | -          | 26     | 15     |
| січ.-черв. 2018           | «Крістал Пелес»           | ПЛ                        | 4         | 0         | КА+КЛ              | 0+0                | 0                  | -                    | -                    | -                    | -          | -          | -          | 4      | 0      |
| 2018-січ. 2019            | «Крістал Пелес»           | ПЛ                        | 12        | 0         | КА+КЛ              | 1+3                | 0+1                | -                    | -                    | -                    | -          | -          | -          | 16     | 1      |
| Усього за «Крістал Пелес» | Усього за «Крістал Пелес» | Усього за «Крістал Пелес» | 16        | 0         |                    | 4                  | 1                  |                      | -                    | -                    |            | -          | -          | 20     | 1      |
| січ.-черв. 2019           | «Гент»                    | ПЛ                        | 9+10      | 3+1       | КБ                 | 3                  | 1                  | -                    | -                    | -                    | -          | -          | -          | 22     | 5      |
| 2019–20                   | «Трабзонспор»             | СЛ                        | 34        | 24        | КТ                 | 7                  | 7                  | ЛЄ                   | 8                    | 2                    | -          | -          | -          | 49     | 33     |
| 2020–21                   | «РБ Лейпциг»              | БЛ                        | 29        | 5         | КН                 | 4                  | 0                  | ЛЧ                   | 4                    | 1                    | -          | -          | -          | 37     | 6      |
| 2021–22                   | «Реал Сосьєдад»           | ПД                        | 18        | 1         | КІ                 | 4                  | 2                  | ЛЄ                   | 6                    | 2                    | -          | -          | -          | 28     | 5      |
| Усього за кар'єру         | Усього за кар'єру         | Усього за кар'єру         | 209       | 62        |                    | 27                 | 14                 |                      | 28                   | 10                   |            | -          | -          | 264    | 86     |

### Статистика виступів за збірну
Станом на 13 жовтня 2024 року
| Дата       | Місто      | Господарі          | Результат  | Гості             | Турнір                               | Голи | Примітки  |
| ---------- | ---------- | ------------------ | ---------- | ----------------- | ------------------------------------ | ---- | --------- |
| 29-5-2016  | Порту      | Португалія         | 3 – 0      | Норвегія          | товариський матч                     | -    | 86'       |
| 1-6-2016   | Осло       | Норвегія           | 3 – 2      | Ісландія          | товариський матч                     | 1    | 63'       |
| 5-6-2016   | Брюссель   | Бельгія            | 3 – 2      | Норвегія          | товариський матч                     | -    | 81'       |
| 31-8-2016  | Осло       | Норвегія           | 0 – 1      | Білорусь          | товариський матч                     | -    | 46'       |
| 4-9-2016   | Осло       | Норвегія           | 0 – 3      | Німеччина         | Відбір до ЧС 2018                    | -    | 72'       |
| 8-10-2016  | Баку       | Азербайджан        | 1 – 0      | Норвегія          | Відбір до ЧС 2018                    | -    | 61' 90+3' |
| 11-10-2016 | Осло       | Норвегія           | 4 – 1      | Сан-Марино        | Відбір до ЧС 2018                    | -    | 75'       |
| 1-9-2017   | Осло       | Норвегія           | 2 – 0      | Азербайджан       | Відбір до ЧС 2018                    | -    | 73'       |
| 5-10-2017  | Серравалле | Сан-Марино         | 0 – 8      | Норвегія          | Відбір до ЧС 2018                    | -    |           |
| 8-10-2017  | Осло       | Норвегія           | 1 – 0      | Північна Ірландія | Відбір до ЧС 2018                    | -    |           |
| 11-11-2017 | Скоп'є     | Північна Македонія | 2 – 0      | Норвегія          | товариський матч                     | -    | 46'       |
| 14-11-2017 | Трнава     | Словаччина         | 1 – 0      | Норвегія          | товариський матч                     | -    |           |
| 2-6-2018   | Рейк'явік  | Ісландія           | 2 – 3      | Норвегія          | товариський матч                     | 1    | 73'       |
| 6-6-2018   | Осло       | Норвегія           | 1 – 0      | Панама            | товариський матч                     | -    | 60'       |
| 9-9-2018   | Софія      | Болгарія           | 1 – 0      | Норвегія          | Ліга націй УЄФА 2018-2019 - 1-й етап | -    | 46'       |
| 16-11-2018 | Любляна    | Словенія           | 1 – 1      | Норвегія          | Ліга націй УЄФА 2018-2019 - 1-й етап | -    | 75'       |
| 19-11-2018 | Нікосія    | Кіпр               | 0 – 2      | Норвегія          | Ліга націй УЄФА 2018-2019 - 1-й етап | -    | 71'       |
| 26-3-2019  | Осло       | Норвегія           | 3 – 3      | Швеція            | Відбір до ЧЄ 2020                    | -    | 87'       |
| 12-10-2019 | Осло       | Норвегія           | 1 – 1      | Іспанія           | Відбір до ЧЄ 2020                    | -    | 63'       |
| 15-10-2019 | Бухарест   | Румунія            | 1 – 1      | Норвегія          | Відбір до ЧЄ 2020                    | 1    | 46'       |
| 15-11-2019 | Осло       | Норвегія           | 4 – 0      | Фарерські острови | Відбір до ЧЄ 2020                    | 2    |           |
| 18-11-2019 | Та-Калі    | Мальта             | 1 – 2      | Норвегія          | Відбір до ЧЄ 2020                    | 1    |           |
| 4-9-2020   | Осло       | Норвегія           | 1 – 2      | Австрія           | Ліга націй УЄФА 2020-2021 - 1-й етап | -    | 64' 78'   |
| 7-9-2020   | Белфаст    | Північна Ірландія  | 1 – 5      | Норвегія          | Ліга націй УЄФА 2020-2021 - 1-й етап | 2    |           |
| 8-10-2020  | Осло       | Норвегія           | 1 – 2 д.ч. | Сербія            | Відбір до ЧЄ 2020                    | -    |           |
| 11-10-2020 | Осло       | Норвегія           | 4 – 0      | Румунія           | Ліга націй УЄФА 2020-2021 - 1-й етап | 1    |           |
| 14-10-2020 | Осло       | Норвегія           | 1 – 0      | Північна Ірландія | Ліга націй УЄФА 2020-2021 - 1-й етап | -    | 65'       |
| 24-3-2021  | Гібралтар  | Гібралтар          | 0 – 3      | Норвегія          | Відбір до ЧС 2022                    | 1    |           |
| 27-3-2021  | Малага     | Норвегія           | 0 – 3      | Туреччина         | Відбір до ЧС 2022                    | -    | 67'       |
| 30-3-2021  | Подгориця  | Чорногорія         | 0 – 1      | Норвегія          | Відбір до ЧС 2022                    | 1    | 81'       |
| 2-6-2021   | Малага     | Норвегія           | 1 – 0      | Люксембург        | товариський матч                     | -    | 85'       |
| 6-6-2021   | Малага     | Норвегія           | 1 – 2      | Греція            | товариський матч                     | -    | 46'       |
| 4-9-2021   | Рига       | Латвія             | 0 – 2      | Норвегія          | Відбір до ЧС 2022                    | -    | 60'       |
| 7-9-2021   | Осло       | Норвегія           | 5 – 1      | Гібралтар         | Відбір до ЧС 2022                    | 1    | 63'       |
| 13-11-2021 | Осло       | Норвегія           | 0 – 0      | Латвія            | Відбір до ЧС 2022                    | -    |           |
| 16-11-2021 | Роттердам  | Нідерланди         | 2 – 0      | Норвегія          | Відбір до ЧС 2022                    | -    | 43'       |
| 25-3-2022  | Осло       | Норвегія           | 2 – 0      | Словаччина        | товариський матч                     | -    | 72'       |
| 29-3-2022  | Осло       | Норвегія           | 9 – 0      | Вірменія          | товариський матч                     | 1    | 46'       |
| 2-6-2022   | Белград    | Сербія             | 0 – 1      | Норвегія          | Ліга націй УЄФА 2022-2023 - 1-й етап | -    | 46'       |
| 5-6-2022   | Стокгольм  | Швеція             | 1 – 2      | Норвегія          | Ліга націй УЄФА 2022-2023 - 1-й етап | -    |           |
| 9-6-2022   | Осло       | Норвегія           | 0 – 0      | Словенія          | Ліга націй УЄФА 2022-2023 - 1-й етап | -    | 46'       |
| 12-6-2022  | Осло       | Норвегія           | 3 – 2      | Швеція            | Ліга націй УЄФА 2022-2023 - 1-й етап | 1    |           |
| 24-9-2022  | Любляна    | Словенія           | 2 – 1      | Норвегія          | Ліга націй УЄФА 2022-2023 - 1-й етап | -    | 62'       |
| 27-9-2022  | Осло       | Норвегія           | 0 – 2      | Сербія            | Ліга націй УЄФА 2022-2023 - 1-й етап | -    |           |
| 20-11-2022 | Осло       | Норвегія           | 1 – 1      | Фінляндія         | товариський матч                     | 1    |           |
| 25-3-2023  | Малага     | Іспанія            | 3 – 0      | Норвегія          | Відбір до ЧЄ 2024                    | -    | 51' 86'   |
| 28-3-2023  | Батумі     | Грузія             | 1 – 1      | Норвегія          | Відбір до ЧЄ 2024                    | 1    |           |
| 17-6-2023  | Осло       | Норвегія           | 1 – 2      | Шотландія         | Відбір до ЧЄ 2024                    | -    | 79'       |
| 20-6-2023  | Осло       | Норвегія           | 3 – 1      | Кіпр              | Відбір до ЧЄ 2024                    | -    |           |
| 12-10-2023 | Ларнака    | Кіпр               | 0 – 4      | Норвегія          | Відбір до ЧЄ 2024                    | 1    | 64'       |
| 15-10-2023 | Осло       | Норвегія           | 0 – 1      | Іспанія           | Відбір до ЧЄ 2024                    | -    | 59'       |
| 22-3-2024  | Осло       | Норвегія           | 1 – 2      | Чехія             | товариський матч                     | -    | 25'       |
| 26-3-2024  | Осло       | Норвегія           | 1 – 1      | Словаччина        | товариський матч                     | 1    |           |
| 6-9-2024   | Алмати     | Казахстан          | 0 – 0      | Норвегія          | Ліга націй УЄФА 2024-2025 - 1-й етап | -    | 70'       |
| 9-9-2024   | Осло       | Норвегія           | 2 – 1      | Австрія           | Ліга націй УЄФА 2024-2025 - 1-й етап | -    | 90+7'     |
| 10-10-2024 | Осло       | Норвегія           | 3 – 0      | Словенія          | Ліга націй УЄФА 2024-2025 - 1-й етап | 1    | 76'       |
| 13-10-2024 | Лінц       | Австрія            | 5 – 1      | Норвегія          | Ліга націй УЄФА 2024-2025 - 1-й етап | 1    | 84'       |
| Усього     |            | Матчів             | 57         |                   | Голів                                | 20   |           |

## Особисте життя
Є сином норвезького футболіста Йорана Серлота, відомого за виступами за «Русенборг» і збірну Норвегії.

## Титули і досягнення
- Володар Кубок Туреччини (1):

«Трабзонспор»: 2019-20
- Найкращий бомбардир Чемпіонату Туреччини (1):

«Трабзонспор»: 2019–20 (24 голи)